# 관구전
관구 전(毌丘甸, ? ~ 255년)은 위나라의 장수 관구검(毌丘儉)의 아들이며, 자(字)는 자방(子邦)이다.

## 생애
도읍에서 명성이 높았다고 한다. 255년, 그의 아버지인 관구검(毌丘儉)에게 사마씨 정권 타도를 부추겼다. 관구검이 반란을 일으키자, 가족을 이끌고 신안영산에 도망쳤으나, 사마사(司馬師)가 보낸 토벌군에게 모두 살해당하였다. 이때 관구검의 동생 관구수(毌丘秀)와 자신의 아들 관구중(毌丘重)은 오나라로 도주하였다.

## 《삼국지연의》에서의 관구전
조방(曹芳)이 사마사(司馬師)에게 퇴위당하자, 관구검에게 사마사 타도를 부추겼다는 내용만 나올 뿐, 그의 가족들과 살해되었다는 내용은 없다.

## 같이 보기
- 삼국지 인물 목록